# Gaius Betitius Maximillianus
 (juin 2016).
Gaius Betitius Maximillianus est un homme politique de l'Empire romain.

## Famille
Il est le fils de Gaius Neratius Proculus Betitius Pius Maximillianus et le petit-fils de Gaius Betitius Pietas, triumvir d'Aeclanum dans le Samnium, et préfet de cohorte, et de sa femme Neratia Procilla, fille de Gaius Neratius Proculus et petite-fille de Lucius Neratius Priscus et de sa femme Titia Quartilla.
Il est le père de Gaius Betitius Pius (fl. 223), patron de Canusium en 223, marié avec Seia Fuscinilla, fille d'un Seius et d'Herennia Orbiana, sœur de Lucius Seius Herennius Sallustius. Ils sont les arrière-grands-parents d'un Betitius marié avec Aurelia, petite-fille de Marcus Aurelius Cominius Arzygius. Ils sont les parents de Betitius Perpetuus Arzygius.

## Carrière
Il atteint le consulat suffect à une date inconnue.